# Lijst van voetbalinterlands Afghanistan - Iran
Deze lijst van voetbalinterlands is een overzicht van alle officiële voetbalinterlands tussen de nationale teams van Afghanistan en Iran. De landen hebben tot nu toe drie keer tegen elkaar gespeeld. De eerste ontmoeting, een vriendschappelijke wedstrijd, werd gespeeld in Kabul op 25 augustus 1941. Het laatste duel, een groepswedstrijd tijdens de Centraal-Azië Cup 2023, vond plaats op 13 juni 2023 in Bisjkek (Kirgizië).

## Wedstrijden
| № | Plaats  | Datum            | Competitie             | Wedstrijd          | Uitslag |
| - | ------- | ---------------- | ---------------------- | ------------------ | ------- |
| 1 | Kabul   | 25 augustus 1941 | Vriendschappelijk      | Afghanistan − Iran | 0 − 0   |
| 2 | Teheran | 26 oktober 1950  | Vriendschappelijk      | Iran − Afghanistan | 4 − 0   |
| 3 | Bisjkek | 13 juni 2023     | Centraal-Azië Cup 2023 | Iran − Afghanistan | 6 − 1   |

## Samenvatting
| Competitie        | Totaal gespeeld | Winst Afghanistan | Gelijk | Winst Iran | Doelsaldo Afghanistan – Iran |
| ----------------- | --------------- | ----------------- | ------ | ---------- | ---------------------------- |
| Centraal-Azië Cup | 1               | 0                 | 0      | 1          | 1 − 6                        |
| Vriendschappelijk | 2               | 0                 | 1      | 1          | 0 − 4                        |
| Totaal            | 3               | 0                 | 1      | 2          | 1 − 10                       |

Wedstrijden bepaald door strafschoppen worden, in lijn met de FIFA, als een gelijkspel gerekend.